# Uriah Grant
Uriah Grant (ur. 20 stycznia 1961 w Saint Andrew) – jamajski bokser, były mistrz świata federacji IBF w wadze junior ciężkiej.

## Kariera zawodowa
Na zawodowych ringach zadebiutował 22 czerwca 1984 nokautując w drugiej rundzie Rogelio Bolanosa. 21 lutego 1986 pokonał przez jednogłośną decyzję byłego mistrza WBC wagi półciężkiej Matthew Saad Muhammada. 9 kwietnia 1987 zmierzył się z Ramzi Hassanem o tytuł mistrza stanu Kalifornia w wadze półciężkiej ulegając jednogłośnie na punkty. Sześć miesięcy później pokonał Erica Holleya zdobywając mistrzostwo stanu Floryda. 15 września 1989 pokonał przez TKO w czwartej rundzie Manuela Murillo zdobywając pas IBF Inter-Continental w wadze półciężkiej. Sześć miesięcy później przegrał jednogłośną decyzją z byłym mistrzem IBF Bobbym Czyzem. 10 lutego 1991 przegrał jednogłośną decyzją z byłym mistrzem IBF w wadze średniej Frankiem Tate w pojedynku gdzie stawką był pas IBF Inter-Continental. Rok później zmierzył się z mistrzem IBF Alfredem Cole przegrywając na punkty. a sześć miesięcy później wygrał przez TKO w pierwszej rundzie mało wymagającego Perfecto Gonzaleza. Po prawie dwuletniej przerwie w boksowanie 24 czerwca 1995 stoczył rewanżowy pojedynek z Alfredem Cole ponownie ulegając jednogłośną decyzją. 6 sierpnia 1996 stanął do walki z niepokonanym przyszłym mistrzem wagi ciężkiej Chrisem Byrdem przegrywając na punkty a dziesięć miesięcy później 21 czerwca 1997 zmierzył się z Adolpho Washingtonem pokonując go decyzją większości i odbierając pas IBF w wadze junior ciężkiej który stracił już w pierwszej obronie pięć miesięcy później przegrywając z Imamu Mayfieldem. 8 kwietnia 2000 pokonał przez RTD Thomasa Hearnsa zdobywając pas IBO, pojedynek został przerwany z drugiej rundzie z powodu kontuzji kostki Hearnsa. Ten pas również stracił w pierwszej obronie przegrywając przez techniczny nokaut w piątej rundzie z Carlem Thompsonem. Po stoczeniu jeszcze ośmiu pojedynków zakończył karierę w 2004 roku.